# لهجة آزناك
لغة آزناك هي لغة أمازيغية غربية مهددة بالانقراض: يوجد اليوم بضع مئات من الأشخاص في جنوب موريتانيا وتحديدا في ولاية الترارزة وشمال السنغال هم من يتكلم بها بصفة تامة ومطلقة، وهي معترف بها كلغة وطنية في موريتانيا. سميت قديما لغة الزوايا أي أهل العلم كما أن الناطقين بها أفصح من غيرهم في العربية الفصحى.
تحتوي مفردات الحسانية على أكثر من 10% من مفردات لغة آزناك.